# Малци
Малци (енгл. Minions) амерички је рачунарско-анимирани хумористички филм из 2015. године. Производи га Illumination, а дистрибуира Universal Pictures. Представља спиноф/преднаставак и трећи део франшизе Грозан ја. Режију потписују Пјер Кофен и Кајл Балда, а сценарио Брајан Линч. Гласове позајмљују: Сандра Булок, Џон Хам, Мајкл Китон, Алисон Џени, Стив Куган, Џенифер Сондерс, Пјер Кофен и Џефри Раш.
Премијерно је приказан 11. јуна 2015. у Лондону, а 10. јула у САД, односно 9. јула у Србији. Добио је помешане критике, док су критичари похвалили анимацију, гласовну глуму и музику, али су критиковали развој ликова и хумор, који су неки назвали несмешним и неприкладним. Остварио је финансијски успех на са зарадом од 1,159 милијарди долара широм света, а постао је пети филм са највећом зарадом у 2015. години, 10. филм са највећом зарадом свих времена и други анимирани филм са највећом зарадом свих времена током приказивања у биоскопима. Прати га наставак Малци 2: Груов почетак из 2022. године.

## Радња
Откако смо их први пут видели у филму Грозан ја, стално смо се питали одакле Малци долазе. Овај филм нам даје одговор на то питање и доноси причу која приказује њихову непредвидиву природу и физички изглед и спаја их са подједнако упечатљивим људским ликовима. Малци заправо постоје од почетка времена. Еволуирали су од једноћелијских жутих организама у нама препознатљива бића и имају један заједнички циљ: да пронађу најгрознијег господара који постоји и да му служе.

## Улоге
| Улога                | Енглески глас    | Српски глас        |
| -------------------- | ---------------- | ------------------ |
| Скарлет Опакић       | Сандра Булок     | Дубравка Мијатовић |
| Херб Опакић          | Џон Хам          | Марко Марковић     |
| Волтер Нелсон        | Мајкл Китон      | Бранислав Платиша  |
| Маџ Нелсон           | Алисон Џени      | Ивана Кнежевић     |
| Краљица Елизабета II | Џенифер Сондерс  | Душица Новаковић   |
| Малци                | Пјер Кофен       | Милан Антонић      |
| Приповедач           | Џефри Раш        | Слободан Коњевић   |
| Професор Флукс       | Стив Куган       | Милан Антонић      |
| Тина Нелсон          | Кејти Миксон     | Мина Лазаревић     |
| Волтер Јуниор        | Мајкл Бити       | Милан Антонић      |
| ВНК водитељ          | Мајкл Бити       | Предраг Дамњановић |
| Чувар торња          | Стив Куган       | Милан Антонић      |
| Фабрис               | Дејвид Розенбаум | Предраг Дамњановић |
| Новинар              | Пол Торнли       | Никола Булатовић   |
| Мали Гру             | Стив Карел       | Предраг Дамњановић |

## Наставак
Наставак, Малци 2: Груов почетак, приказан је 1. јула 2022. године.